# Стшижев (Люблінське воєводство)
Стшижев (пол. Strzyżew) — село в Польщі, у гміні Луків Луківського повіту Люблінського воєводства.
Населення — 766 осіб (2011).
У 1975-1998 роках село належало до Седлецького воєводства.

## Демографія
Демографічна структура станом на 31 березня 2011 року:
|          | Загалом | Допрацездатний вік | Працездатний вік | Постпрацездатний вік |
| -------- | ------- | ------------------ | ---------------- | -------------------- |
| Чоловіки | 387     | 96                 | 259              | 32                   |
| Жінки    | 379     | 101                | 206              | 72                   |
| Разом    | 766     | 197                | 465              | 104                  |